# Pałac w Winnej Górze
Pałac Generała Dąbrowskiego w Winnej Górze (Pałac Dąbrowski) – zabytkowy pałac we wsi Winna Góra, w powiecie średzkim, w województwie wielkopolskim.
Od 2021 roku mieści się tu instytucja kultury Samorządu Województwa Wielkopolskiego, która swą misję realizuje wokół postaci generała Jana Henryka Dąbrowskiego oraz prekursorów i prekursorek pracy organicznej.

## Historia pierwszego pałacu
Pałac w Winnej Górze powstał w latach 1760–1770 z inicjatywy biskupa poznańskiego – Teodora Kazimierza Czartoryskiego. Pałac w stylu barokowym, znajdował się na równinie pomiędzy lasami na północy a winnicami na południu. Miał zajazd wysadzany lipami, a na jego tyłach pozostały dawne fosy. Wokół zaprowadzony był ogród francuski, a obok niego sad i plantacja drzew morwowych. W 1796 r. Pałac wraz z okolicznymi terenami został skonfiskowany przez władze pruskie.
30 VI 1807 r. w ramach donacji Napoleon przekazał Winną Górę wraz z miastami Środa i Pyzdry, 10 folwarkami i kilkunastoma wsiami (razem ponad 2,5 tys. ha) generałowi Janowi Henrykowi Dąbrowskiemu. Dąbrowski utworzył w Pałacu rodzaj narodowego sanktuarium, tzw. Świątynię Zwycięstwa (nawiązującą prawdopodobnie do Świątyni Sybilli Izabeli Czartoryskiej w Puławach), zawierającą pamiątki i dokumenty związane z walkami Polaków. Liczne freski na ścianach upamiętniały bitwy poległych legionistów – towarzyszy walki Dąbrowskiego. W Pałacu prezentowany był również obraz Jana Gładysza „Wjazd gen. H. Dąbrowskiego do Poznania”, a na kolumnach stały popiersia wodzów – Napoleona, Jana III Sobieskiego i Stefana Czarnieckiego. Po upadku Napoleona Dąbrowski na stałe osiadł w Winnej Górze, a Pałac stał się ważnym ośrodkiem polskiej myśli narodowej. Bywali tu m.in. Julian Ursyn Niemcewicz, Władysław Syrokomla i Henryk Sienkiewicz.

## Historia obecnego pałacu
Po śmierci syna generała, Bronisława Dąbrowskiego, i dłuższym sporze z rodziną jego żony, Weroniki z Łąckich, Winną Górę odkupił syn Bogusławy, Napoleon Ksawery Mańkowski. Majątek przejął następnie jego syn, Henryk Mańkowski herbu Zaręba, który w pobliżu rozebranego, dawnego Pałacu, będącego na początku XX w. w złym stanie technicznym, wzniósł w latach 1910–1911 nową budowlę zaprojektowaną przez architekta Stanisława Boreckiego. Pałac, mimo nadania formy tradycyjnego dworu z kolumnowym portykiem, był nowoczesny i stosunkowo duży. Dolna kondygnacja, wysoka suterena minimalnie zagłębiona w gruncie, otrzymała duże okna jak kondygnacja mieszkalna, a kondygnacja górna schowana została w dużym, łamanym, polskim dachu z licznymi lukarnami. Do wnętrza prowadzą kamienne schody poprzedzające monumentalny, czterokolumnowy portyk w wysokim porządku, zwieńczony trójkątnym tympanonem, w którym znajduje się herb Mańkowskich – Zaręba. Wewnątrz dominuje wysoki, dwukondygnacyjny hall urządzony w stylu angielskim – z kominkiem, dwubiegowymi schodami i antresolą od frontu. Wnętrza od początku były nowocześnie urządzone, z centralnym ogrzewaniem i łazienkami. Na froncie umieszczono napis: „SI DEUS NOBISCUM QUIS CONTRA NOS” (łac. „Jeśli Bóg z nami, któż przeciw nam”). Rezydencji towarzyszyło ośmiohektarowe założenie ogrodowe z dwoma stawami i duży folwark.
Generał Jan Henryk Dąbrowski, z zamiłowania kolekcjoner i zbieracz numizmatów (zgromadził kolekcję ponad 10 tys. monet), oprócz pięknych mebli i dobrego malarstwa umieścił w pałacu pozostałe pamiątki rodzinne. Znajdowały się tam również kolekcje napoleońskich pamiętników i szlacheckich pasów słuckich. Zbiory te zostałyrozproszone i w dużej części zaginęły podczas II wojny światowej.

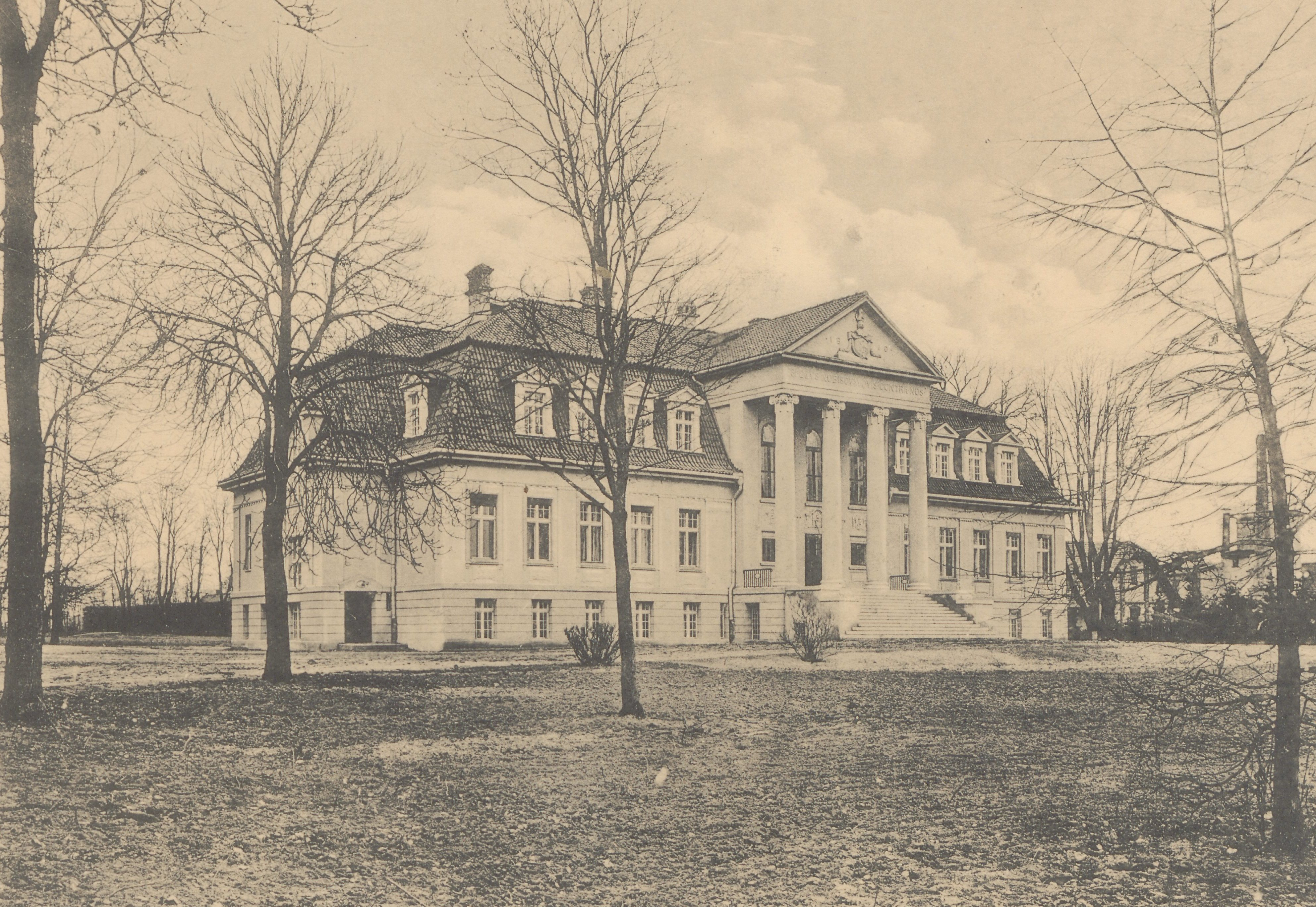
Pałac (1912)
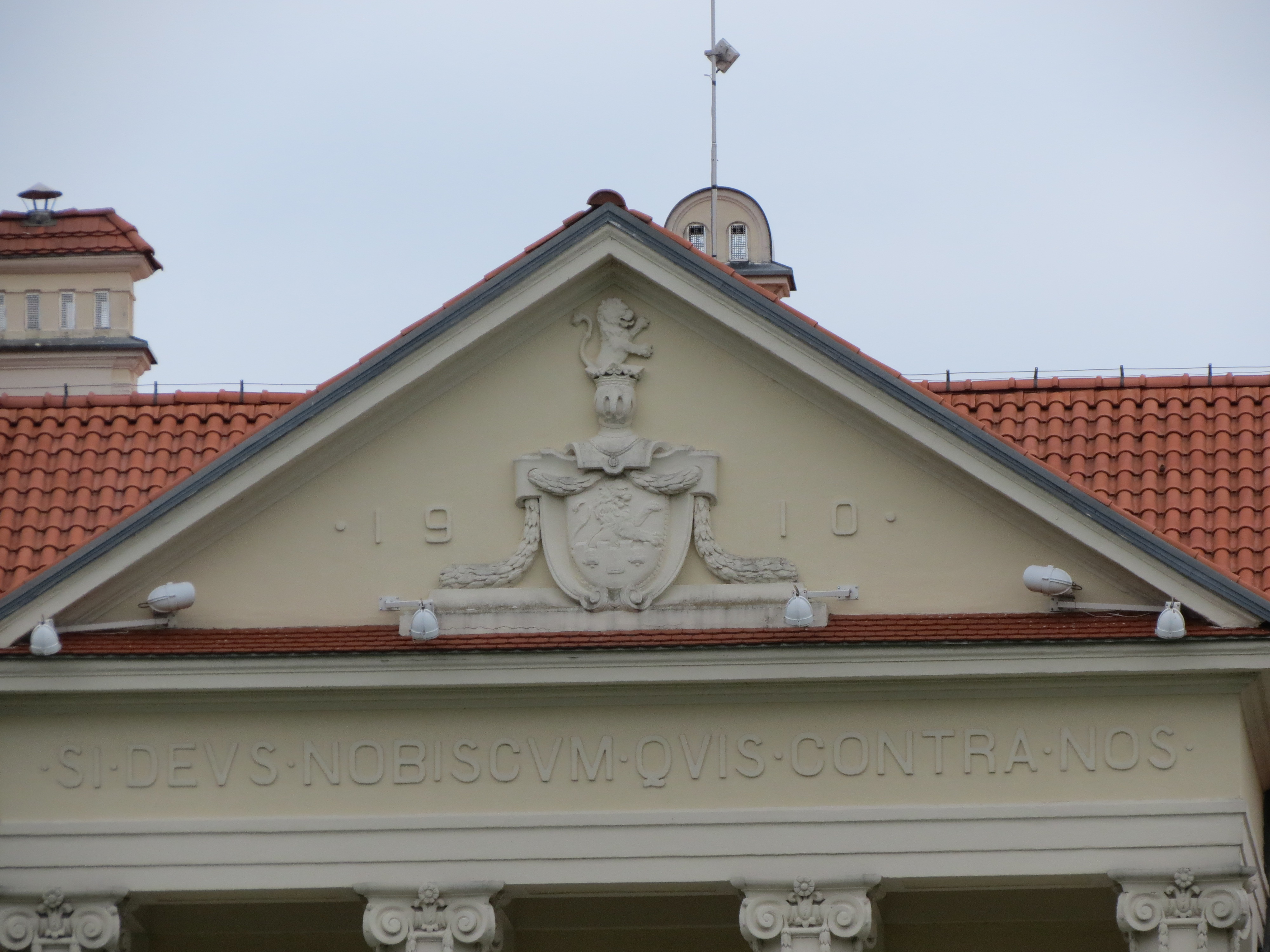
Tympanon z herbem Zaręba
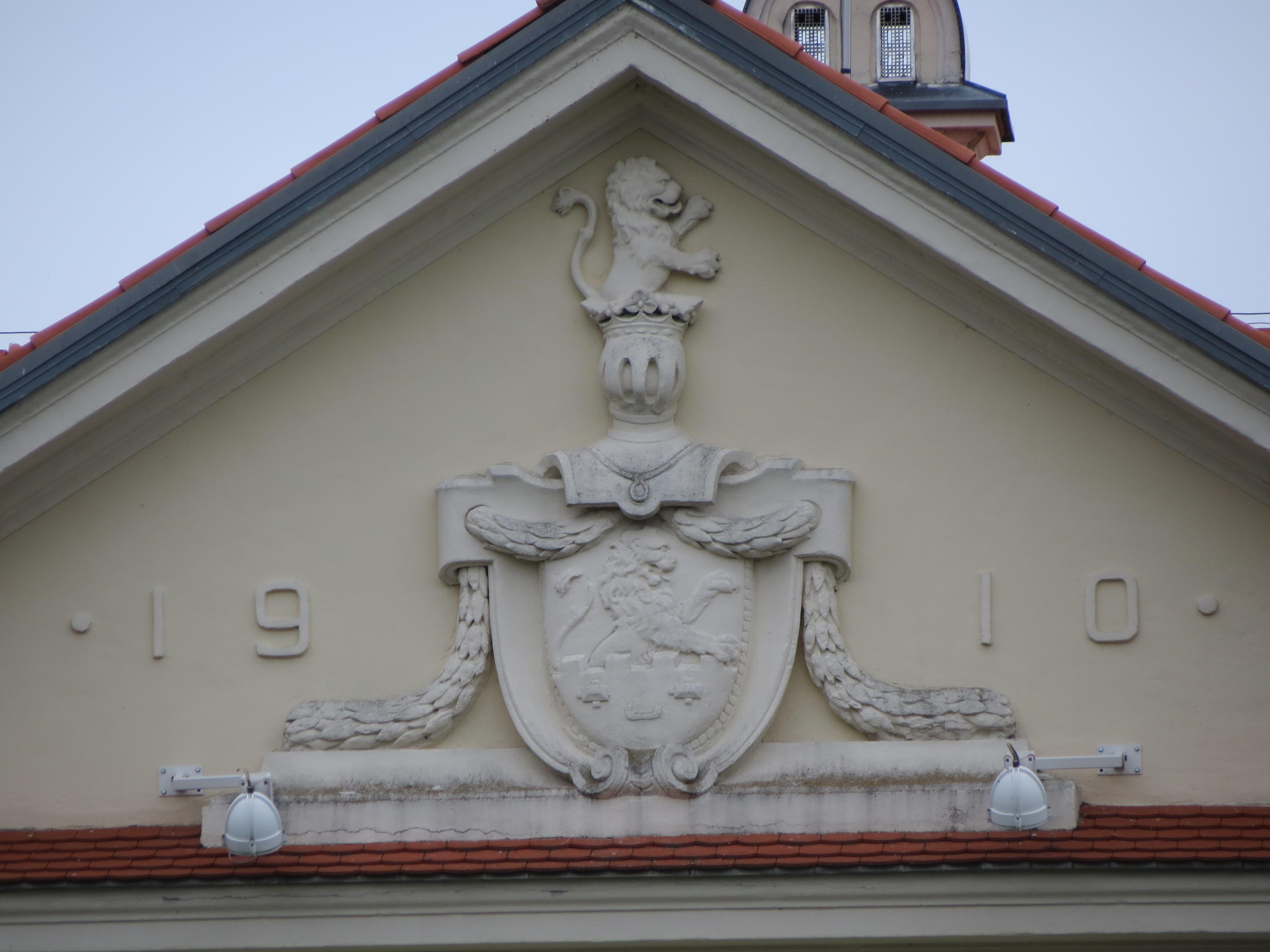
Zbliżenie na tympanon
Herb Zaręba Henryka Mańkowskiego

W rękach Henryka Mańkowskiego, a później jego syna Andrzeja, Winna Góra znajdowała się do wybuchu II wojny światowej, kiedy to dotychczasowi właściciele zostali wywłaszczeni i zastąpieni przez Niemców. Po wojnie majątek został znacjonalizowany. W 1963 r. pałac został przejęty przez Instytutu Ochrony Roślin w Poznaniu. Rozpoczęto również starania, by do Winnej Góry powróciły pamiątki po generale Dąbrowskim. Powstała idea powołania „Sali Pamięci Generała J. H. Dąbrowskiego”, którą zrealizowano w 1987 r. Sala funkcjonowała niezależnie do 1997 r., kiedy to przekształcono ją w oddział gnieźnieńskiego Muzeum Początków Państwa Polskiego. W 2003 r. Pałac, park i zdecydowana większość majątku została przez Instytut wydzierżawiona, a potem sprzedana producentowi ceramiki łazienkowej, Stanisławowi Hybnerowi, który przeprowadził w Pałacu gruntowny remont, zachowując przy tym izbę pamięci. Od 2018 r. w Pałacu, wykupionym przez Wielkopolski Urząd Marszałkowski, mieścił się oddział Muzeum Ziemiaństwa w Dobrzycy.

### Pałac Dąbrowski jako nowa instytucja kultury
W styczniu 2021 roku Pałac Generała Dąbrowskiego w Winnej Górze (Pałac Dąbrowski) stał się samodzielną instytucją kultury samorządu województwa wielkopolskiego. Charakter placówki najtrafniej oddaje pojęcie „centrum interpretacji historii”, które swą misję realizuje wokół postaci generała Jana Henryka Dąbrowskiego oraz prekursorów i prekursorek pracy organicznej. Pałac Dąbrowski organizuje inicjatywy kulturalne i obywatelskie, nawiązuje współpracę z lokalnym instytucjami i organizacjami oraz bierze udział w budowaniu świadomości regionalnej Wielkopolan. Interdyscyplinarny Zespół Pałacu Dąbrowskiego poszukuje odpowiedzi na pytania o to, jak różne historyczne drogi Polaków do odzyskania niepodległości, związane zarówno z postacią generała Dąbrowskiego, jak i Organiczniczek i Organiczników budujących polską siłę ekonomiczną i społeczną, mogą wspierać rozumienie współczesności oraz inspirować do pracy na rzecz rozwiązywania aktualnych problemów.